# Ambalaż

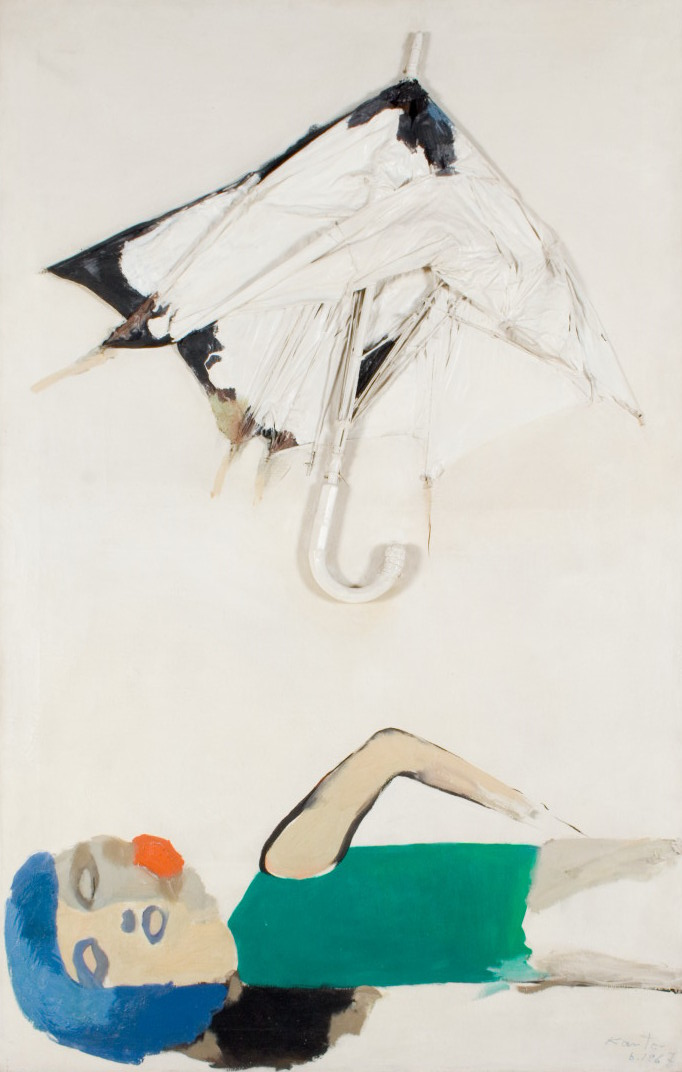
Ambalaż T. Kantora

Ambalaż Josepha Beuysa

Ambalaż (fr. emballage – opakowanie) – działalność w sztuce współczesnej, która jest związana z opakowywaniem, zasłanianiem, okrywaniem przedmiotów, fragmentów architektury, natury. Największe ambalaże tworzył Christo (opakowania budynków, wybrzeży, wąwozów oraz wysp). W Polsce ambalaże stosował Tadeusz Kantor.